# Estaurograma

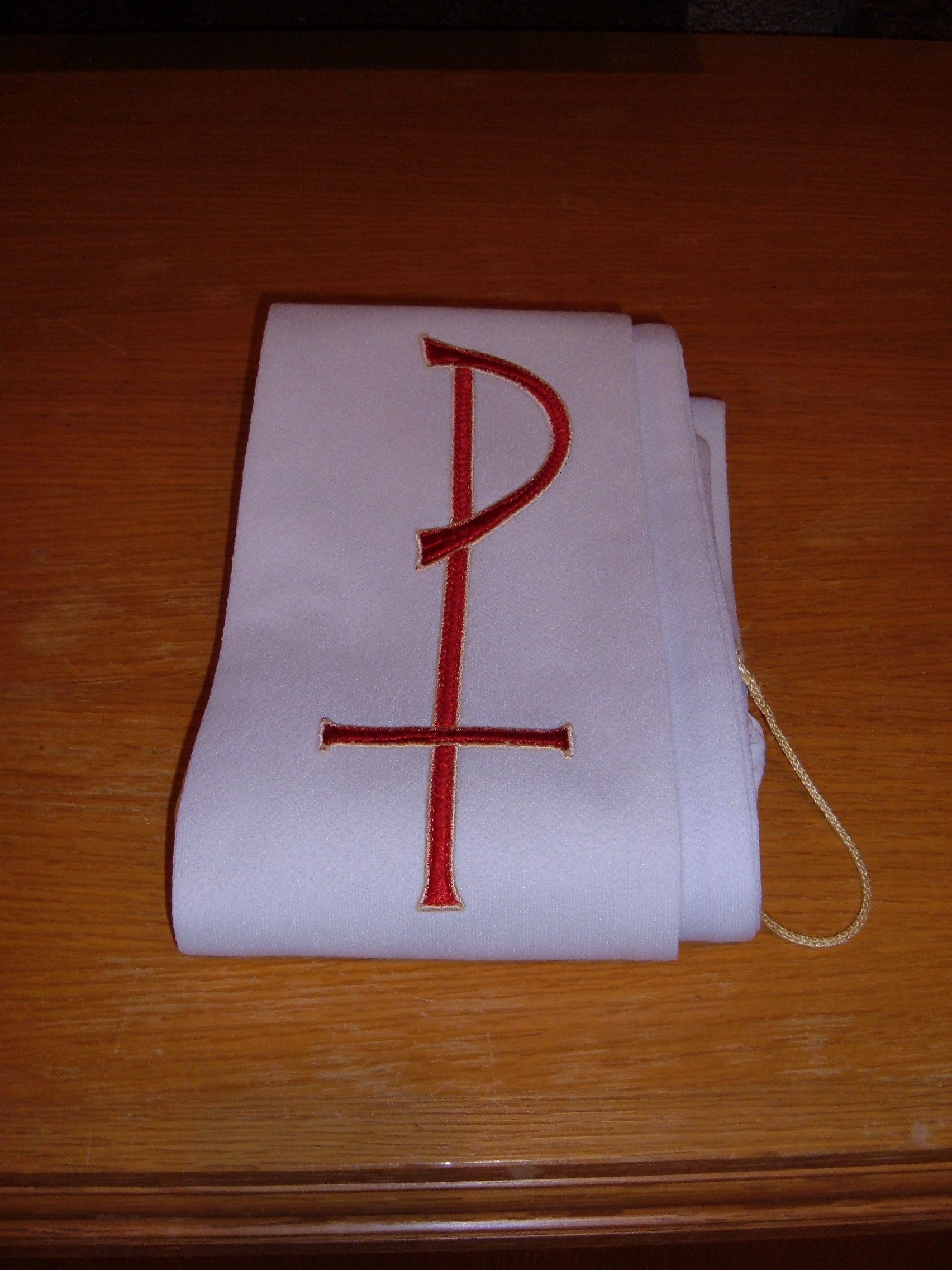
Estola amb l'estaurograma

L’estaurograma és un tipus de creu usada pels primers cristians en diversos documents. El seu nom ve de la unió de les lletres gregues tau i ro, que formen la paraula stauros, que significa crucifixió. Aquesta abreviatura, representada gràficament com una creu amb el pal vertical acabat en una baga o semicercle. El símbol tenia diverses funcions: servir per estalviar espai en els manuscrits i alhora identificar Jesús com un més dels nomina sacra per designar-lo.

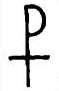
Estaurograma

L'origen del símbol és una abreviatura grega anterior per referir-se al temps i altres mots usuals, segons la procedència dels escribes. La reapropiació per part de les comunitats cristianes està documentada des del segle II, si bé és possible que s'usés anteriorment en les comunicacions internes. Apareix en manuscrits dels evangelis, com per exemple al papir 66, en convivència amb altres monogrames i abreviatures. A diferència d'altres signes similars, no juga amb el nom de Jesús sinó amb la imatge visual de la crucifixió, on el cap emergeix dels pals de la creu. Per això es considera un precedent de les representacions pictòriques d'aquest passatge evangèlic, que començaren a proliferar a partir del segle IV.
Posteriorment, se li van afegir significats, basats en la numerologia clàssica del valor de ro, 100. Aquest és el valor de la
paraula auxili. Per això el signe transmetre el missatge que Jesús havia portat l'ajuda, la salvació a tota la humanitat. Igualment, el nombre 100 s'identifica amb l'edat en què Abraham va concebre Isaac, iniciant-se la nissaga de Jesús. La tau, per la seva banda, s'associava a la seva forma i per si sola es va identificar amb la religió cristiana. Per tant, la unió de tau - ro indicava "salvació pel cristianisme, essent Jesús el Messies promès descendent d'Abraham". Aquesta missatge es va propagar especialment entre les comunitats jueves i egípcies.
L'estaurograma va caure bastant en desús i va ser substituït per un símbol similar, el crismó, encara vigent. Se'l pot trobar, però, en diversos monuments i roba litúrgica.